# Großsteingrab Spitzkuhn
Das Großsteingrab Spitzkuhn ist eine megalithische Grabanlage der jungsteinzeitlichen Trichterbecherkultur bei Spitzkuhn, einem Ortsteil von Bollewick im Landkreis Mecklenburgische Seenplatte (Mecklenburg-Vorpommern). Es trägt die Sprockhoff-Nummer 448.

## Lage
Das Grab befindet sich etwa 400 m südlich von Spitzkuhn auf einem Feld.

## Beschreibung
Die Anlage besitzt eine ost-westlich orientierte Grabkammer, die als erweiterter Dolmen anzusprechen ist. Es sind noch der östliche Abschlussstein und die Wandsteine der Langseiten erhalten. Bis auf den nach innen geneigten östlichen Stein der Südseite stehen alle noch in situ. Der westliche Abschlussstein fehlt. Von den Decksteinen ist nur der leicht verschobene östliche erhalten. Die Kammer hat eine Länge von 2,4 m und eine Breite von 1,4 m.